# 熊谷金治
熊谷 金治（くまがい かねじ、1955年 - ）は、宮城県登米郡中田町（現：登米市）出身、蔵王町在住のシンガーソングライター。宮城県佐沼高等学校卒業。パーソナリティ、イベントプロデューサー、脚本家、コピーライターとしても活動している。愛称は「金（きん）ちゃん」。

## 概要
大和銀行日本橋支店勤務を経て、1979年より音楽活動に専念。1980年、国鉄キャンペーンソング『なぜ旅に出るの』でデビュー。当初は「くまがい金次」の名前で活動していた。自然や旅をテーマとした叙情的な歌詞が特徴で「蔵王に住む歌詩人」と形容される。自身も自然保護や農業に造詣が深く、これらの講師や野外活動のインストラクターなども務める。CMソングやサウンドロゴも手がけるほか民謡歌手の庄司恵子にも楽曲を提供している。

## 主な作品

### アルバム
- 『幸せのかけらをあなたに』1981年（RVC）※くまがい金次名義

1. 少しだけ
2. 幸せのかけらをあなたに
3. 岐路
4. 薄化粧
5. 流れ星の伝説
6. なぜ旅に出るの（国鉄「北へ向かって」キャンペーンソング）
7. 別離
8. 夏、季節のたわむれ
9. 電話
10. 潮騒の歌

- 『SING TREE』1995年 （ビクターエンタテインメント）

1. SING TREE
2. 緑なす大地の詩（うた）
3. あなたがいなければ
4. このままで ずっと…このままで
5. 詩（うた）・花かずら
6. かげろうの森
7. フィトンチッドの嘆き
8. 木を植えた男
9. 慕情…Serenade
10. ブナが謡った子守唄
11. Greenery〔緑樹のように〕（「KHBグリーンキャンペーン」CMソング）